# Lynn Ott
Lynn Ott (ur. 20 października 1967) – amerykańska snowboardzistka. Nie startowała na igrzyskach olimpijskich. Na mistrzostwach świata najlepszy wynik uzyskała na mistrzostwach w Lienzu, gdzie zajęła 6. miejsce w halfpipe’ie. Najlepsze wyniki w Pucharze Świata osiągnęła w sezonie 1995/1996, kiedy to zajęła 16. miejsce w klasyfikacji generalnej.

## Sukcesy

### Mistrzostwa Świata
| Miejsce | Dzień       | Rok  | Miejscowość          | Konkurencja       | Zwycięzca             |
| ------- | ----------- | ---- | -------------------- | ----------------- | --------------------- |
| 6.      | 24 stycznia | 1996 | Lienz                | Halfpipe          | Carolien van Kilsdonk |
| 17.     | 26 stycznia | 1996 | Lienz                | Gigant            | Karine Ruby           |
| 19.     | 28 stycznia | 1996 | Lienz                | Slalom równoległy | Marion Posch          |
| 24.     | 21 stycznia | 1997 | San Candido          | Gigant            | Sondra van Ert        |
| 14.     | 26 stycznia | 1997 | San Candido          | Snowboardcross    | Karine Ruby           |
| 22.     | 12 stycznia | 1999 | Berchtesgaden        | Gigant            | Margherita Parini     |
| 28.     | 14 stycznia | 1999 | Berchtesgaden        | Gigant równoległy | Isabelle Blanc        |
| 42.     | 15 stycznia | 1999 | Berchtesgaden        | Slalom równoległy | Marion Posch          |
| 15.     | 16 stycznia | 1999 | Berchtesgaden        | Halfpipe          | Kim Stacey            |
| 21.     | 17 stycznia | 1999 | Berchtesgaden        | Snowboardcross    | Julie Pomagalski      |
| 28.     | 24 stycznia | 2001 | Madonna di Campiglio | Gigant równoległy | Ursula Bruhin         |
| 21.     | 28 stycznia | 2001 | Madonna di Campiglio | Snowboardcross    | Karine Ruby           |

### Puchar Świata

#### Miejsca w klasyfikacji generalnej
- 1994/1995 - -
- 1995/1996 - 16.
- 1996/1997 - 17.
- 1997/1998 - 127.
- 1998/1999 - 55.
- 1999/2000 - 60.
- 2000/2001 - 51.
- 2001/2002 - 35.
- 2002/2003 - -
- 2003/2004 - -
- 2004/2005 - -
- 2005/2006 - 126.
- 2006/2007 - 130.
- 2007/2008 - 149.
- 2008/2009 - 160.
- 2009/2010 - 148.

#### Miejsca na podium
1. Zell am See – 23 listopada 1996 (Snowcross) - 3. miejsce